# Rangers FC (Superleague Formula)

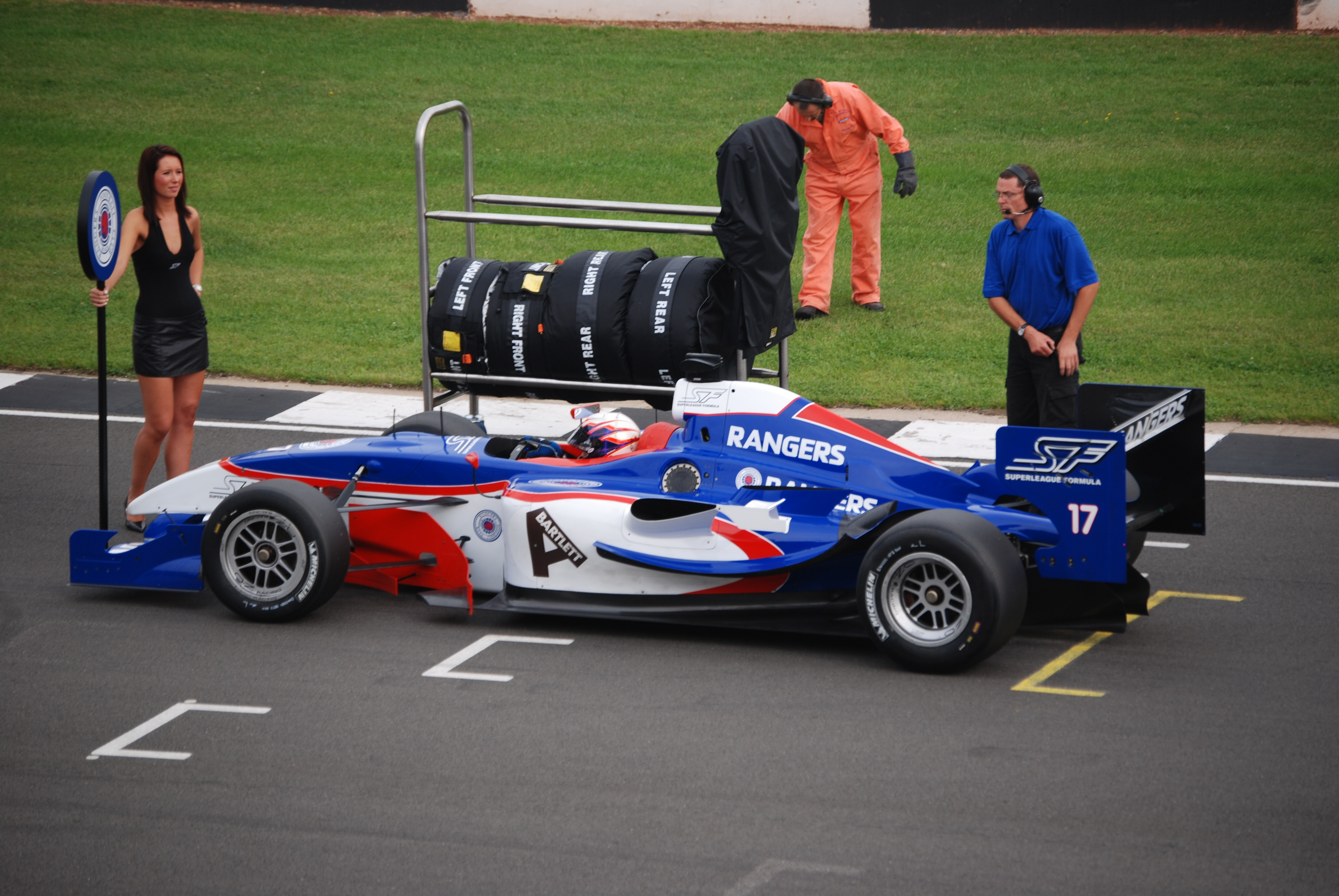
Superleague Formula Rangers auto in Donington Park (2008)

Rangers FC was een Schots racingteam dat deelnam aan de Superleague Formula. Het team was gebaseerd op de voetbalclub Rangers FC dat deelneemt aan de Scottish Premier League.

## 2008
In 2008 finishten de Rangers als 13e in het kampioenschap. Het was een van de drie teams dat het hele seizoen deelnam zonder een podium te behalen. Ryan Dalziel en James Walker reden de races met als beste resultaat een vierde plaats. Het team werd dit seizoen gerund door Alan Docking Racing.

## 2009
In 2009 was de Australiër John Martin het hele seizoen de coureur van de Rangers. Alan Docking Racing bleef de constructeur. Het team eindigde op de tiende plaats in het kampioenschap. In de eerste ronde op Magny-Cours had hij een slecht weekend. In de eerste race reed hij tegen de auto van Olympiakos Piraeus (Davide Rigon) aan, waardoor Rigon moest opgeven. In race 2 leidde hij tot zijn pitstop, waar de auto niet van de krik af wilde en hij terugkeerde op de 13e plaats. Hierna maakte Martin een fout waardoor hij uitviel.
Op Zolder gingen de Rangers naar hun eerste 'Pole Shoot Out' en verloren hierin nipt van FC Midtjylland (Kasper Andersen). Martin en Rangers FC behaalden hierna hun eerste podium, een tweede positie. In de tweede race viel het team uit met versnellingsbakproblemen.
Op Donington Park behaalde Martin het tweede podium voor de Rangers. Hij zou gaan winnen totdat hij werd opgehouden door PSV Eindhoven (Dominick Muermans) waardoor FC Basel haar eerste overwinning behaalde. In race twee reed Martin in de auto van AC Milan (Giorgio Pantano) waardoor beide coureurs moesten opgeven. In de 'Super Final' behaalden de Rangers hun eerste overwinning, waarbij Martin FC Basel (Maximilian Wissel) twee ronden voor het eind passeerde.
Op Estoril finishte Martin voor het eerst in 2009 beide races, met een vijfde en een achtste plaats. Tijdens race twee botste Martin met de auto van Atlético Madrid (María de Villota) waarbij beide teams een aantal plaatsen teruggeworpen werden.